# Raakruimte

De raakvector op in zowel als snelheidsvector van een kromme door als ook als raakruimte aan punt gedefinieerd

In de differentiaalmeetkunde en de differentiaaltopologie is de raakruimte in een punt van een gekromde ruimte een vectorruimte die het klassieke begrip raaklijn op intrinsieke wijze (d.w.z. onafhankelijk van parametrisatie en inbedding) tot hogere dimensies generaliseert.

## Klassieke constructie
Zij {\displaystyle S} een glad oppervlak, ingebed in de driedimensionale euclidische ruimte {\displaystyle \mathbb {R} ^{3}}. In ieder punt {\displaystyle p\in S} bestaat een uniek raakvlak waarvan punten een tweedimensionale reële vectorruimte vormen met {\displaystyle p} als oorprong.
Algemener, zij {\displaystyle M} een {\displaystyle m}-dimensionale gladde variëteit, ingebed in de {\displaystyle n}-dimensionale euclidische ruimte {\displaystyle \mathbb {R} ^{n}} ({\displaystyle n>m}). Door ieder punt {\displaystyle p\in M} gaat een uniek {\displaystyle m}-dimensionaal hypervlak {\displaystyle H} van {\displaystyle \mathbb {R} ^{n}} met de eigenschap dat, voor een gegeven lokaal coördinatenstelsel (kaart) rond {\displaystyle p}, de afgeleiden van de coördinaatkrommen in {\displaystyle p} evenwijdig lopen met {\displaystyle H}. De ligging van {\displaystyle H} is onafhankelijk van het gekozen coördinatenstelsel, maar hangt uiteraard wel af van {\displaystyle p}.
Men noteert {\displaystyle H=T_{p}M} en noemt het raakruimte (ook: rakende ruimte) van {\displaystyle M} in {\displaystyle p}. De afgeleiden van de coördinaatkrommen vormen een basis voor {\displaystyle T_{p}M}.

## Intrinsieke definitie
Sinds Bernhard Riemann geven meetkundigen de voorkeur aan objecten die voor hun bestaan niet afhankelijk zijn van de gekozen coördinaten en inbedding in een hogerdimensionale euclidische ruimte.
De raakruimte van een willekeurige gladde variëteit {\displaystyle M} in een punt {\displaystyle p} wordt gedefinieerd door de volgende equivalentierelatie op de verzameling van alle gladde krommen die door {\displaystyle p} gaan:
{\displaystyle f,g:[-\varepsilon ,+\varepsilon ]\to M,\ f(0)=g(0)=p}
{\displaystyle f\sim g\Leftrightarrow f'(0)=g'(0)\Leftrightarrow \forall i=1,\ldots ,m:f'_{i}(0)=g'_{i}(0)}
Twee krommen zijn equivalent als in een willekeurig coördinatenstelsel hun afgeleiden in {\displaystyle p} gelijk zijn. Men toont aan dat deze eigenschap onafhankelijk is van de gekozen coördinaten.
De aldus ontstane partitie vormt een reële vectorruimte door coördinaatsgewijze optelling en scalaire vermenigvuldiging in een voldoende kleine omgeving van {\displaystyle p}, en we noemen haar de raakruimte in {\displaystyle p}. Zij {\displaystyle K} een kaart rond een punt {\displaystyle p\in M}. De equivalentieklassen horend bij de coördinaatkrommen
{\displaystyle k_{i}:[-\epsilon ,+\epsilon ]\to M:r\mapsto K\left(x_{1}(p),\ldots ,x_{i-1}(p),x_{i}(p)+r,x_{i+1}(p),\ldots ,x_{m}(p)\right)}
vormen een basis voor {\displaystyle T_{p}M}. Traditioneel worden dergelijke basisvectoren aangeduid met de notatie {\displaystyle {\partial  \over \partial x_{i}}}

## Raakbundel
De vereniging van alle raakruimten
{\displaystyle TM\equiv \bigcup \{T_{p}M|p\in M\}}
kan op natuurlijke wijze op haar beurt worden uitgerust met de structuur van een {\displaystyle 2m}-dimensionale gladde variëteit. Met elke kaart van {\displaystyle M} wordt een kaart van {\displaystyle TM} gebouwd door
de eerste {\displaystyle m} coördinaten een punt van {\displaystyle p} de laten aanduiden, en de volgende {\displaystyle m} coördinaten een vector ten opzichte van de hierboven geschetste basis.
De variëteit {\displaystyle TM} heet de raakbundel van {\displaystyle M}. Ze is het typevoorbeeld van het begrip vectorbundel. De afzonderlijke vectorruimten {\displaystyle T_{p}M} zijn de vezels van {\displaystyle TM}.
Een gladde afbeelding van (een deel van) {\displaystyle M} naar {\displaystyle TM} die iedere {\displaystyle p\in M} afbeeldt op een vector uit de overeenkomstige vezel {\displaystyle T_{p}M}, noemen we een sectie van {\displaystyle TM}, ook wel vectorveld of kortweg (in de natuurkunde, enigszins verwarrend) vector.

## Coraakruimte en corakende bundel
Met iedere vectorruimte {\displaystyle V} associeert men de duale vectorruimte {\displaystyle V^{*}} die bestaat uit de lineaire afbeeldingen van {\displaystyle V} naar het scalairenlichaam {\displaystyle K}.
De coraakruimte van {\displaystyle M} in {\displaystyle p}, genoteerd {\displaystyle T_{p}^{*}M}, bestaat uit de lineaire afbeeldingen van {\displaystyle T_{p}M} naar {\displaystyle \mathbb {R} }.
Met iedere basis {\displaystyle \{e_{1},\ldots ,e_{n}\}} van een eindigdimensionale vectorruimte komt een natuurlijke basis {\displaystyle \{e_{1}^{*},\ldots ,e_{n}^{*}\}} voor de duale vectorruimte overeen: de duale basisvector {\displaystyle e_{i}^{*}} beeldt de basisvector {\displaystyle e_{i}} af op 1, en alle andere basisvectoren op 0.
De duale basis van {\displaystyle T_{p}^{*}M} die overeenkomt met de basis
{\displaystyle \left\{{\partial  \over \partial x_{1}},\cdots ,{\partial  \over \partial x_{m}}\right\}} van {\displaystyle T_{p}M}, noteren we
{\displaystyle \left\{dx_{1},\cdots ,dx_{m}\right\}}.
De vereniging van alle coraakruimten in de verschillende punten van {\displaystyle M} heet de corakende bundel van {\displaystyle M} en wordt {\displaystyle T^{*}M} genoteerd. Ook hij wordt op natuurlijke wijze een {\displaystyle 2m}-dimensionale variëteit (in feite een {\displaystyle m}-dimensionale vectorbundel over {\displaystyle M}). Zijn secties heten covectorvelden of covectoren.

## Rakende of geïnduceerde afbeelding
Met een gladde afbeelding tussen gladde variëteiten {\displaystyle f:M\to N} komt op natuurlijke wijze een lineaire afbeelding tussen de raakruimten {\displaystyle f_{p}^{*}:T_{p}M\to T_{f(p)}N} overeen. Deze kan op twee gelijkwaardige manieren expliciet gedefinieerd worden:
- Een vector {\displaystyle v\in T_{p}M} is per definitie een equivalentieklasse van krommen met dezelfde snelheid in {\displaystyle p}. Door samenstelling met {\displaystyle f} verkrijgen we krommen in {\displaystyle N}, en wegens de kettingregel hebben die allemaal dezelfde snelheid in {\displaystyle f(p)}. Ze bepalen dus een unieke equivalentieklasse, dat wil zeggen een vector in {\displaystyle T_{f(p)}N}. Het is niet moeilijk na te rekenen dat dit verband lineair is.
- Beschouw kaarten {\displaystyle (x^{i})} in {\displaystyle p} resp. {\displaystyle (y^{j})} in {\displaystyle f(p)}. De natuurlijke basissen {\displaystyle \left({\partial  \over \partial x^{1}},\cdots ,{\partial  \over \partial x^{m}}\right)} en {\displaystyle \left({\partial  \over \partial y^{1}},\cdots ,{\partial  \over \partial y^{n}}\right)} bepalen lineaire isomorfismen enerzijds tussen {\displaystyle T_{p}M} en {\displaystyle \mathbb {R} ^{m}}, anderzijds tussen {\displaystyle T_{f(p)}N} en {\displaystyle \mathbb {R} ^{n}}. Uitgedrukt in de overeenkomstige coördinatenstelsels komt met {\displaystyle f} een afbeelding {\displaystyle {\tilde {f}}=x\circ f\circ y^{-1}} van {\displaystyle \mathbb {R} ^{m}} naar {\displaystyle \mathbb {R} ^{n}}, dus haar afgeleide {\displaystyle d{\tilde {f}}} is een lineaire afbeelding van {\displaystyle \mathbb {R} ^{m}} naar {\displaystyle \mathbb {R} ^{n}}. De rakende afbeelding wordt dan gedefinieerd als {\displaystyle f_{p}^{*}=(dx)^{-1}\circ d{\tilde {f}}\circ dy}.